# SuperSport United Football Club
El SuperSport United es un club de fútbol de la ciudad de Pretoria, en Sudáfrica. Fue fundado en 1994 y se desempeña en la Premier Soccer League.

## Historia
El equipo era conocido con el nombre Pretoria City. El city fue comprado por M-Net en 1994, el cual tuvo el respaldo de la National Soccer League para cambiarle el nombre por el que tiene actualmente.
tras ganar varios títulos como el de la National Soccer League, un título de la primera divisional de su país, y la copa de su país, en la actualidad 2013 ha derrotado en un amistoso al Manchester City de Manuel Pelegrini

## Récords
- Más partidos:  Ronald Lawrence 224 (incluidos los jugados con el Pretoria City)
- Más goles:  Abram Raselemane 57
- Más partidos de capitán:  Dennis Masina
- Más partidos en una temporada:  Siboniso Gaxa 47 (2004/05)
- Máximo goleador en una temporada:  Glen Salmon 16 (1998/99)
- Mayor victoria: 9–0 v  Red Star (19/3/05, CAF Confederation Cup)
- Peor derrota: 0–5 v  Arcadia (7/4/90, NSL)

## Palmarés

### Torneos nacionales
- Premier Soccer League (3): 2007-08, 2008-09 y 2009-10
- Copa de Sudáfrica (Nedbank Cup) (5): 1999, 2005, 2011-12, 2015-16, 2016-17
- Copa de la Liga de Sudáfrica (Telkom Knockout) (1): 2014
- MTN 8 (2): 2004, 2017
- Primera División de Sudáfrica (1): 1995